# Rubén Cruz Gil
 Rubén Cruz Gil  (Utrera, 13 oktober 1985) is een Spaanse profvoetballer.  
Rubéns voetbalcarrière begon als een jongere voor Cantera Utrerana. Hij viel op, zodat zowel Betis als Sevilla voor zijn ondertekening vochten. De Utrerano koos voor het project dat hem werd aangeboden door de Verdiblanco-spelers. Zijn eerste twee jaar op jeugdniveau waren zeer goed en zijn goede prestaties stelden hem in staat om vanaf seizoen 2005-2006 de sprong naar Betis B te maken en zelfs meerdere malen met het eerste team naar training en vriendschappelijke wedstrijden te gaan. Op 24-jarige leeftijd bleek echter dat hij nooit het niveau van het eerste team zou behalen en werd naar een uitweg in onderling overleg gezocht.
Vanaf seizoen 2010-2011 trachtte hij zijn carrière nieuw leven in te blazen op het niveau van Segunda División B bij Unión Estepona. Ondanks zijn acht doelpunten eindigde de ploeg op een achttiende plaats en kon haar behoud  niet bewerkstelligen.
Daardoor stapte hij tijdens het seizoen 2011-2012 over naar reeksgenoot UD Melilla. Met slechts twee doelpunten werd zijn contract niet verlengd.
Tijdens seizoen 2012-2013 kwam hij terecht bij reeksgenoot Écija Balompié. Met zijn 9 doelpunten was hij een van de grondleggers van de mooie achtste plaats voor de bescheiden club.
Dit werd opgemerkt door Albacete Balompié en vanaf 2013-2014 vervolgde hij zijn carrière bij deze ploeg uit de Segunda División B. Tijdens het eerste seizoen werd het team kampioen en dwong promotie naar Segunda División A af. Tijdens het eerste seizoen 2014-2015 op professioneel niveau was hij als topscorer met 10 doelpunten belangrijk bij het behalen van de veertiende plaats. Het seizoen 2015-2016 was echter minder succesvol met een eenentwintigste plaats en een degradatie als gevolg.
Cruz bleef echter spelen op het niveau van de Segunda División A door tijdens het seizoen 2016-2017 te tekenen voor Cádiz CF. In anderhalf seizoen zou hij echter in drieëndertig wedstrijden niet eenmaal scoren.
Na deze drie en een half seizoenen zette hij tijdens de winterstop van het seizoen 2017-2018 een stapje terug bij FC Cartagena, een ploeg uit de Segunda División B. De ploeg werd geleid door Alberto Jiménez Monteagudo. Met zijn tien doelpunten in 17 wedstrijden werd hij heel bepalend voor het resultaat dat de ploeg neerzette. Tijdens de laatste wedstrijd van de reguliere competitie werd de ploeg kampioen van de groep IV. Voor de play off van de kampioenen werd de leider van groep I geloot, Rayo Majadahonda. De wedstrijd te Cartagonova werd met 2-1 gewonnen dankzij doelpunten van Gil en Isaac Aketxe Barrutia. Tijdens de terugwedstrijd zag het er lang goed uit, maar door een eigen doelpunt van Miguel Zabaco Tomé werd er met 1-0 verloren. Dankzij de kampioenstitel was er nog een tweede kans en die startte bij Celta de Vigo B, de vierde van groep I. De uitwedstrijd in Galicië eindigde in een scoreloos gelijkspel, waarna een doelpunt uit een vrije schop, gemaakt door José Manuel López Gaspar, voldoende was om zich voor de finale te plaatsen. Voor deze laatste stap werd de vierde uit hun reeks, Extremadura UD, aangeduid. Nadat dat de heenwedstrijd met 1-0 verloren ging, werd tijdens de thuiswedstrijd niet gescoord door beide ploegen en miste Cartagena zo de promotie. Bij de aanvang van het seizoen 2019-2020 werd met Gustavo Munúa een nieuwe coach aangetrokken. De aanvang was slecht en zo stond de ploeg na 8 wedstrijden op een degradatieplaats. Net tegen UD Melilla pakte doelman Mario Fernández Cuesta een rode kaart en blesseerde hij zich tijdens dezelfde actie. Hij werd vervangen door de jonge Portugees João Paulo Santos Costa. De ploeg begon successen te boeken en was op het einde van de heenronde naar de eerste plaats opgeklommen. Op het einde van het seizoen zou het tweede eindigen na Recreativo Huelva. Tijdens de eindronde werd eerst Real Madrid Castilla (3-1 verlies uit, 2-0 winst thuis) uitgeschakeld, maar SD Ponferradina bleek tweemaal te sterk (1-2 thuisverlies en 1-0 op verplaatsing. Aangezien de speler door coach Munua meestal enkel gebruikt werd als invaller, werd zijn contract niet meer verlengd.
Tijdens het seizoen 2019-2020 vond hij onderdak bij Recreativo Huelva, getraind door Alberto Jiménez Monteagudo. Deze coach kende hem van zijn eerste seizoen bij FC Cartagena. Een andere speler die hij daar opnieuw tegenkwam was Sergio Jiménez García. De ploeg kende een niet zo succesvolle campagne en zou uiteindelijk dertiende worden tijdens de door de coronapandemie verkorte competitie.
Op het einde van zijn carrière keerde hij terug naar zijn geboortestreek en tekende op drieëndertigjarige leeftijd voor het seizoen 2020-2021 bij CD Utrera, een ploeg uit de Tercera División. Hij speelde in totaal drie seizoenen voor deze ploeg.
Vanaf seizoen 2023-2024 stapte hij over naar Dos Hermanas 1971,  een ploeg uit de Primera Andaluza.